# Tiso biceps
Tiso biceps is een spinnensoort in de taxonomische indeling van de hangmatspinnen (Linyphiidae).
Het dier behoort tot het geslacht Tiso. De wetenschappelijke naam van de soort werd voor het eerst geldig gepubliceerd in 1993 door Gao, Zhu & Gao.